# Kuma (přítok Kondy)
Kuma (rusky Кума) je řeka v Chantymansijském autonomním okruhu v Ťumeňské oblasti v Rusku. Je dlouhá 530 km. Plocha povodí měří 7750 km².

## Průběh toku
Protéká bažinatou nížinou, přičemž vytváří mnoho zákrut a protéká mnohými jezery. Ústí zprava do Kondy (povodí Irtyše).

## Vodní režim
Zdrojem vody jsou převážně sněhové srážky. Nejvyšších vodních stavů dosahuje od května do října.